# Gustav Rebling

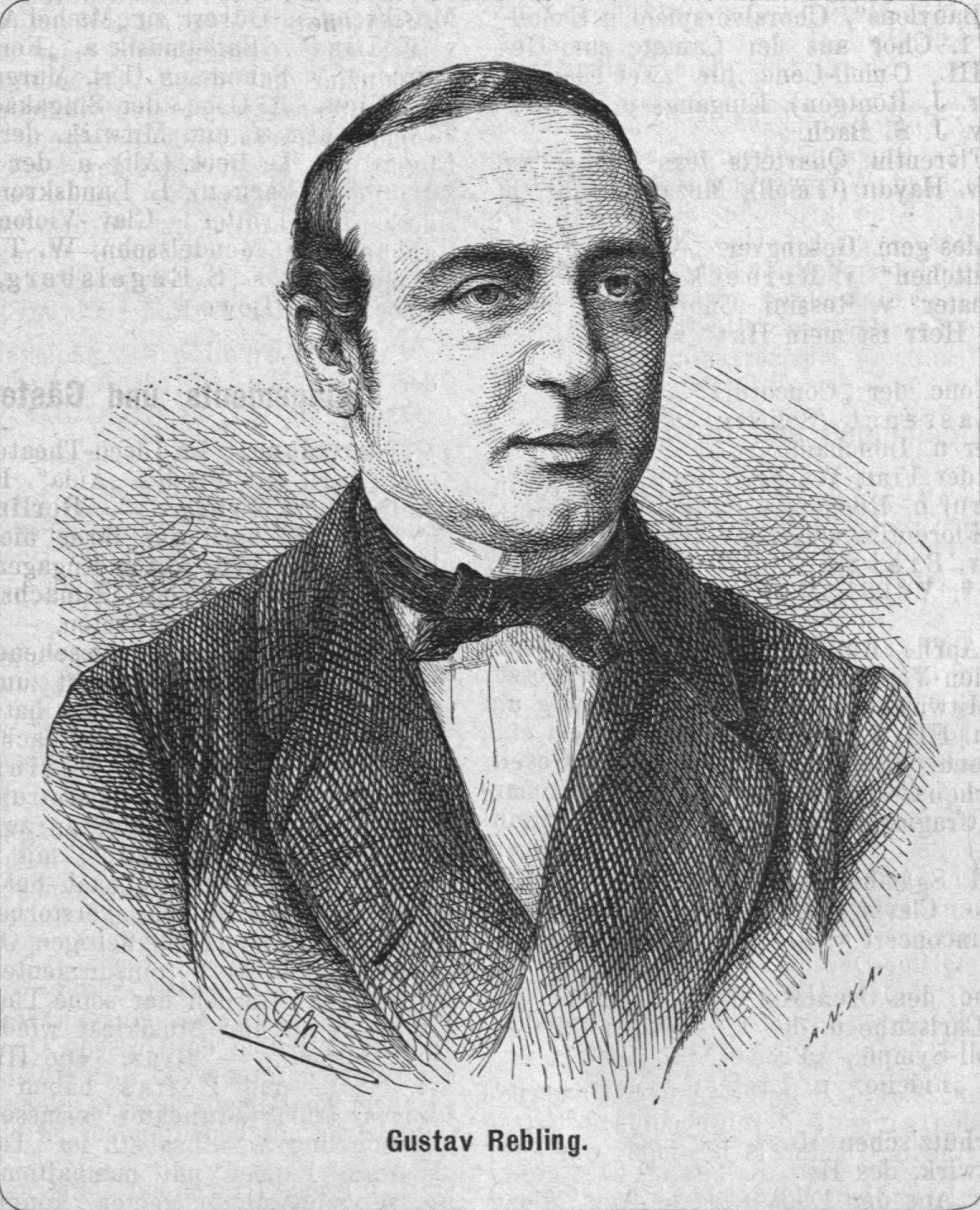
Gustav Rebling, 1877.

Gustav Rebling, född den 10 juli 1821 i Barby, död den 9 januari 1902 i Magdeburg, var en tysk orgelvirtuos. Han var bror till Friedrich Rebling.
Reblings far var kantor. Sonen var elev till Friedrich Schneider i Dessau (1836–1839), därpå organist vid franska kyrkan i Magdeburg, 1847 Mühlings efterträdare somr seminariemusiklärare, 1853 domkyrkodirigent och gymnasiemusiklärare, 1856 kunglig musikdirektör, 1858 organist vid Johanniskirche. År 1846 grundade han en kyrkosångförening. Rebling komponerade psalmer, motetter, sånger, piano- och orgelstycken, en violoncellsonat med mera.